# Yohannis Getahun
 (décembre 2022).
Si vous disposez d'ouvrages ou d'articles de référence ou si vous connaissez des sites web de qualité traitant du thème abordé ici, merci de compléter l'article en donnant les références utiles à sa vérifiabilité et en les liant à la section « Notes et références ».
 (décembre 2022).
République fédérale démocratique d'Éthiopie
Yohannis Getahun (Ge'ez: ዮሐንስ ጌታሁን) est un 112 membres de la Chambre de la fédération éthiopienne. Il est un des 17 conseillers de l'État Amhara et représente le peuple Agewhimra.